# Detlof von Berg
Detlof von Berg (ur. 1940) – niemiecki dyplomata i urzędnik konsularny.
Obronił pracę doktorską. Powierzano mu cały szereg funkcji w niemieckiej służbie zagranicznej, m.in. szefa Wydziału Bezpieczeństwa i Rozbrojenia MSZ, gościa Centrum Spraw Międzynarodowych (Center for International Affairs) na Harvard University (1996–1997), ambasadora, szefa misji OBWE w Tiranie (1998) i Tallinnie (1998), ambasadora w Wilnie (1998–2002), konsula generalnego w Gdańsku (2002–2005).